# Meisjeshuis (Antwerpen)
Het Meisjeshuis in Antwerpen is een voormalig weeshuis gelegen aan de Albert Grisarstraat. Door de jaren heen heeft het ook bekend gestaan als Adolf Stappaertsgasthuis en Algemeen Kinderziekenhuis Good-Engels.

## Ontstaan
Voor het ontstaan van het meisjeshuis werden de weesmeisjes in Antwerpen opgevangen in het Maagdenhuis. Het gebouw was in slechte staat en er was te weinig plaats voor de vele meisjes die er verbleven. In 1875 besliste de commissie van burgerlijke godshuizen samen met het Antwerpse stadsbestuur dat het gebouw te verouderd was om nog te verbouwen. Er werd een wedstrijd uitgeschreven voor het ontwerp van een nieuw modern gebouw, met meer aandacht voor ontspanning en beweging, grote waszalen en grote slaapzalen die goed verlucht konden worden.

## Gebouw
Het Meisjeshuis werd ontworpen in 1876 door architect Ernest Dieltiens. Het bestond uit een linkervleugel, een centraal poortgebouw en een rechtervleugel. Het instituut had vier huisnummers in de Albert Grisarstraat, van nummer 17 tot en met nummer 23. In totaal bood het weeshuis plaats aan ongeveer 400 weeskinderen. De kinderen waren verdeeld over twee afdelingen: een afdeling voor kinderen ouder dan vijf jaar, en een afdeling voor kinderen jonger dan vijf jaar. De jongere afdeling stond ook bekend als Kinderkribbe Good Engels en bevond zich in de rechtervleugel van het instituut op nummer 23.

## Tweede Wereldoorlog
De geschiedenis van de Joodse kinderen in het Meisjeshuis is onderzocht door Reinier Heinsman. In september 1942 woonden er 39 Joodse weeskinderen in het Meisjeshuis. 25 van hen waren ouder dan vijf, de overige 14 waren jonger dan vijf. Slechts 13 van de 39 Joodse weeskinderen van het Meisjeshuis overleefden de oorlog.

### Eerste razzia
Op 21 september 1942 viel de Duitse Sicherheitspolizei und SD (Sipo-SD) voor de eerste keer binnen in het weeshuis en arresteerde alle 25 Joodse weeskinderen die de leeftijd van vijf al hadden bereikt. De gearresteerde weeskinderen werden naar de Dossinkazerne gebracht, het voormalig verzamelkamp in Mechelen. Op 26 september 1942 werden deze 25 weeskinderen gedeporteerd. De gehele groep werd bij aankomst in Auschwitz-Birkenau op 28 september 1942 vergast.
De jongste 14 Joodse kinderen van het Meisjeshuis waren niet gearresteerd tijdens de razzia van 21 september 1942. Zij verbleven nog altijd op de afdeling van Kinderkribbe Good Engels. Op grond van een Duits bevel werd het bestuur van het weeshuis bevolen ''de nog overblijvende Joodsche kinderen, jonger dan 5 jaar, niet aan de ouders of familie terug te geven en verder geen Joodsche kinderen meer op te nemen.'' Dit bevel van de Duitse Sipo-SD had tot gevolg dat de 14 nog overgebleven Joodse weeskinderen het weeshuis niet meer op normale wijze konden verlaten. Om dit te omzeilen werden vanaf 21 september 1942 tot januari 1943 in totaal 10 van de 14 overgebleven Joodse kinderen gered en gehospitaliseerd. Zij werden naar het Sint-Erasmusgasthuis in Borgerhout gebracht, waar zij allen in onderduik gingen.

### Tweede razzia
Op 30 oktober 1942 vond er een tweede razzia plaats gericht op de Joodse weeskinderen van het Meisjeshuis. Op de afdeling van Kinderkribbe Good Engels werden 4 van de 14 weeskinderen gearresteerd. De Nazi's hadden kennisgenomen van de hospitalisaties en gingen naar het Sint-Erasmusgasthuis om de gehospitaliseerde weeskinderen te zoeken. 3 van hen werden gevonden en gearresteerd in het ziekenhuis. De gearresteerde weeskinderen werden naar de Dossinkazerne in Mechelen vervoerd, waar een grote reddingsactie hen redde van deportatie. Van de 14 Joodse weeskinderen op de jongere afdeling van Kinderkribbe Good Engels overleefden 13 de oorlog. In januari 2021 werden de nog levende weeskinderen met elkaar herenigd via Zoom.

## Galerij

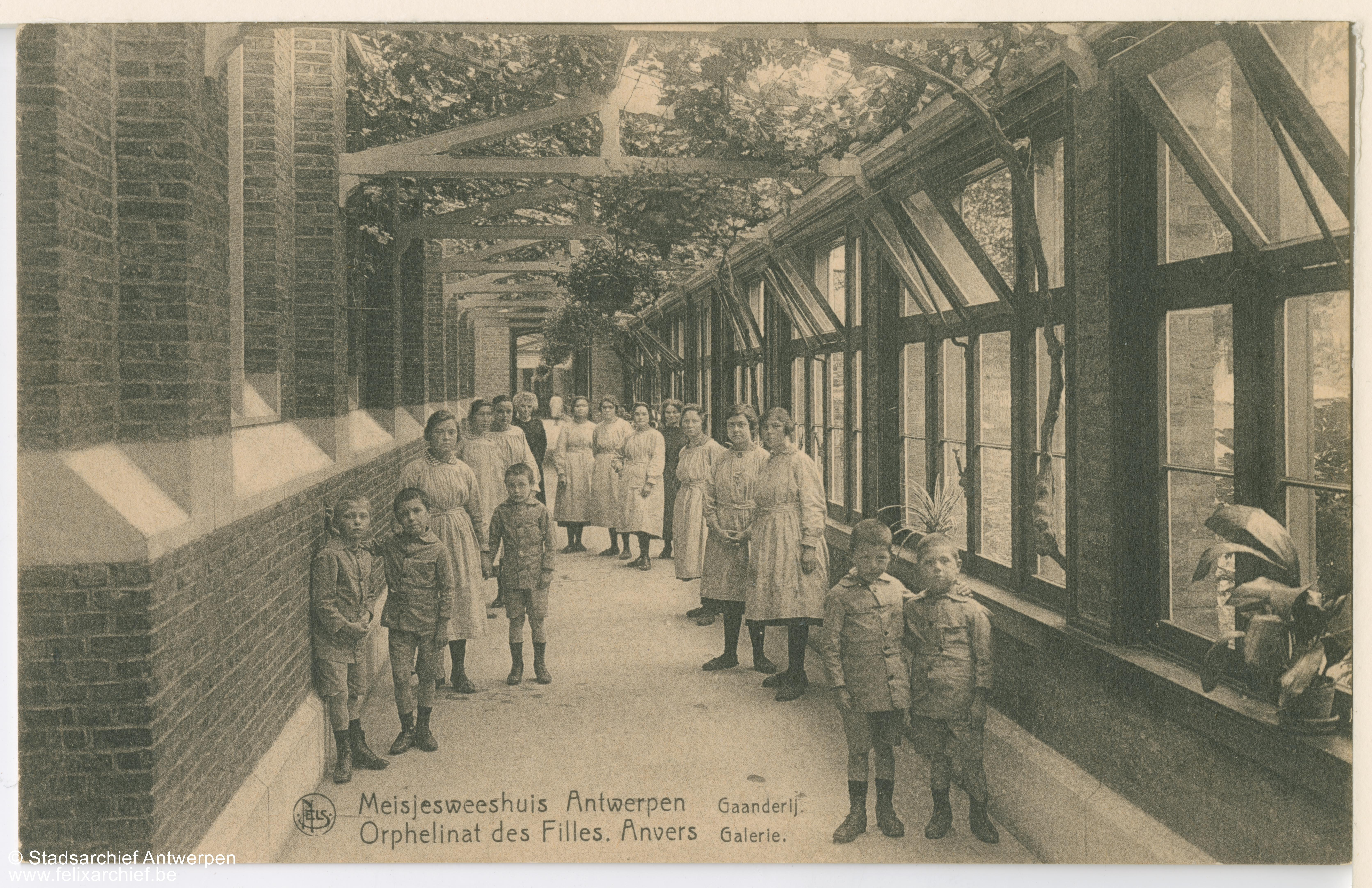
Groepsfoto op gaanderij 1908
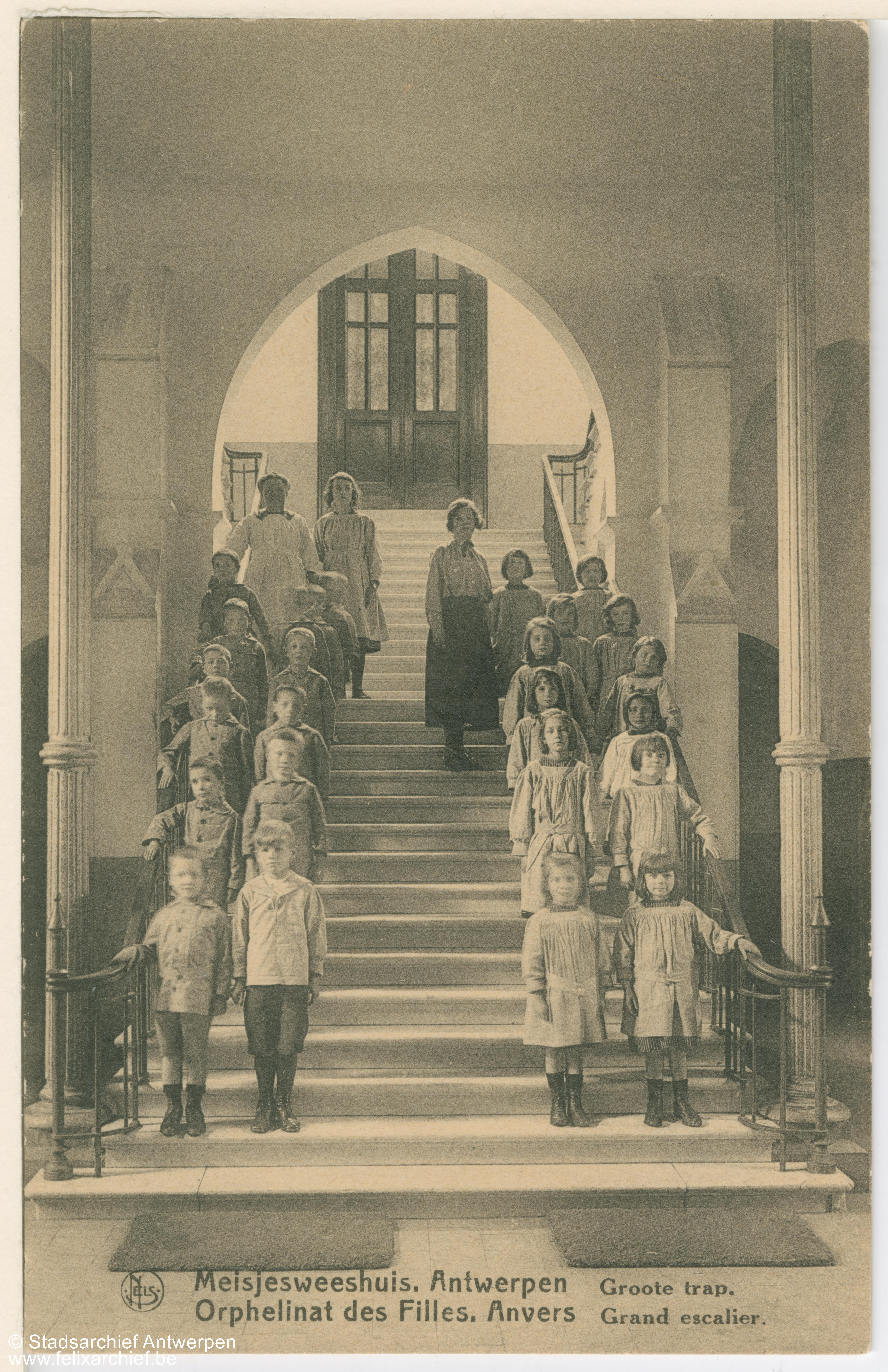
Groepsfoto op trap 1908
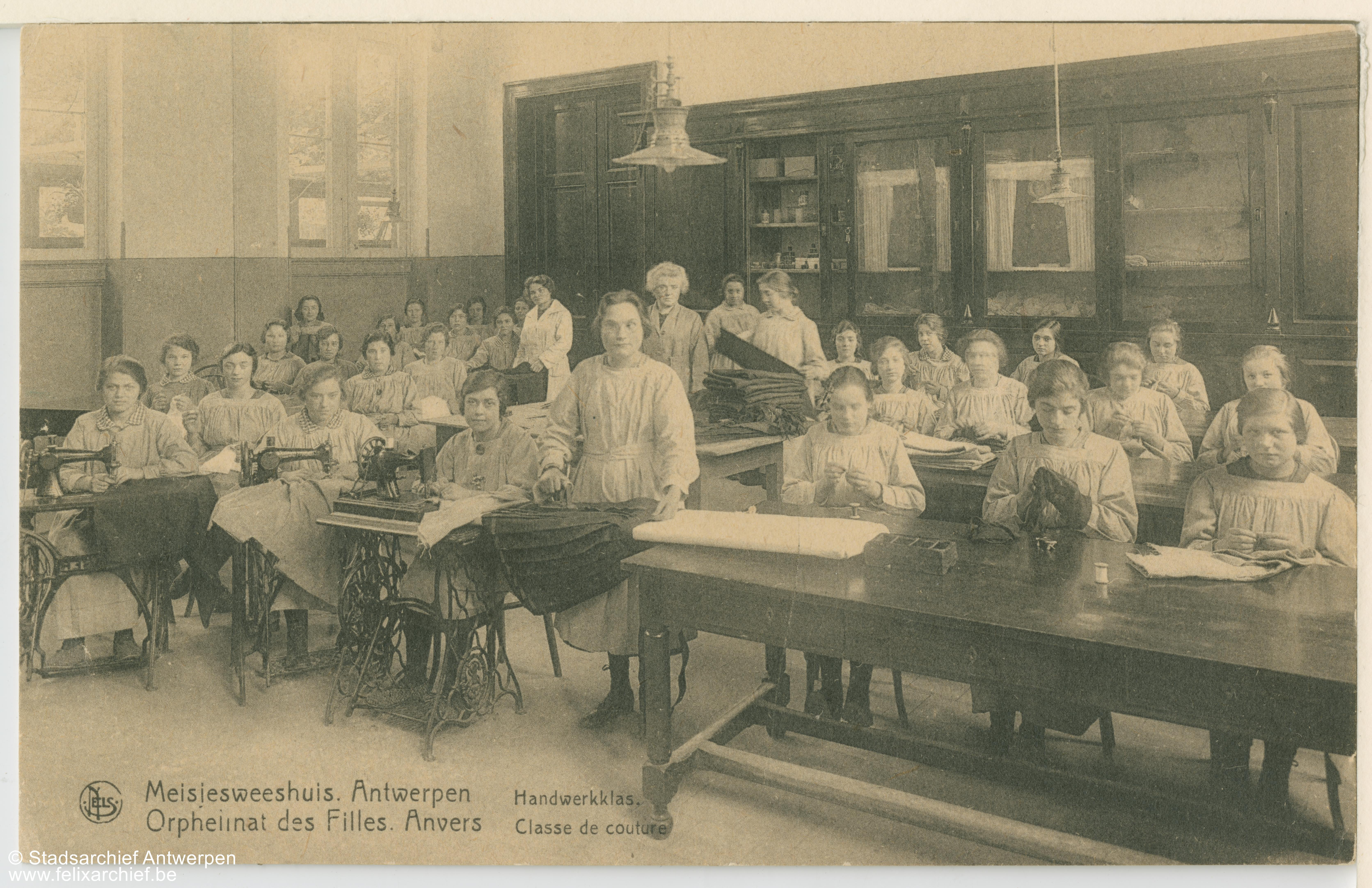
Weesmeisjes in de handwerkklas 1908
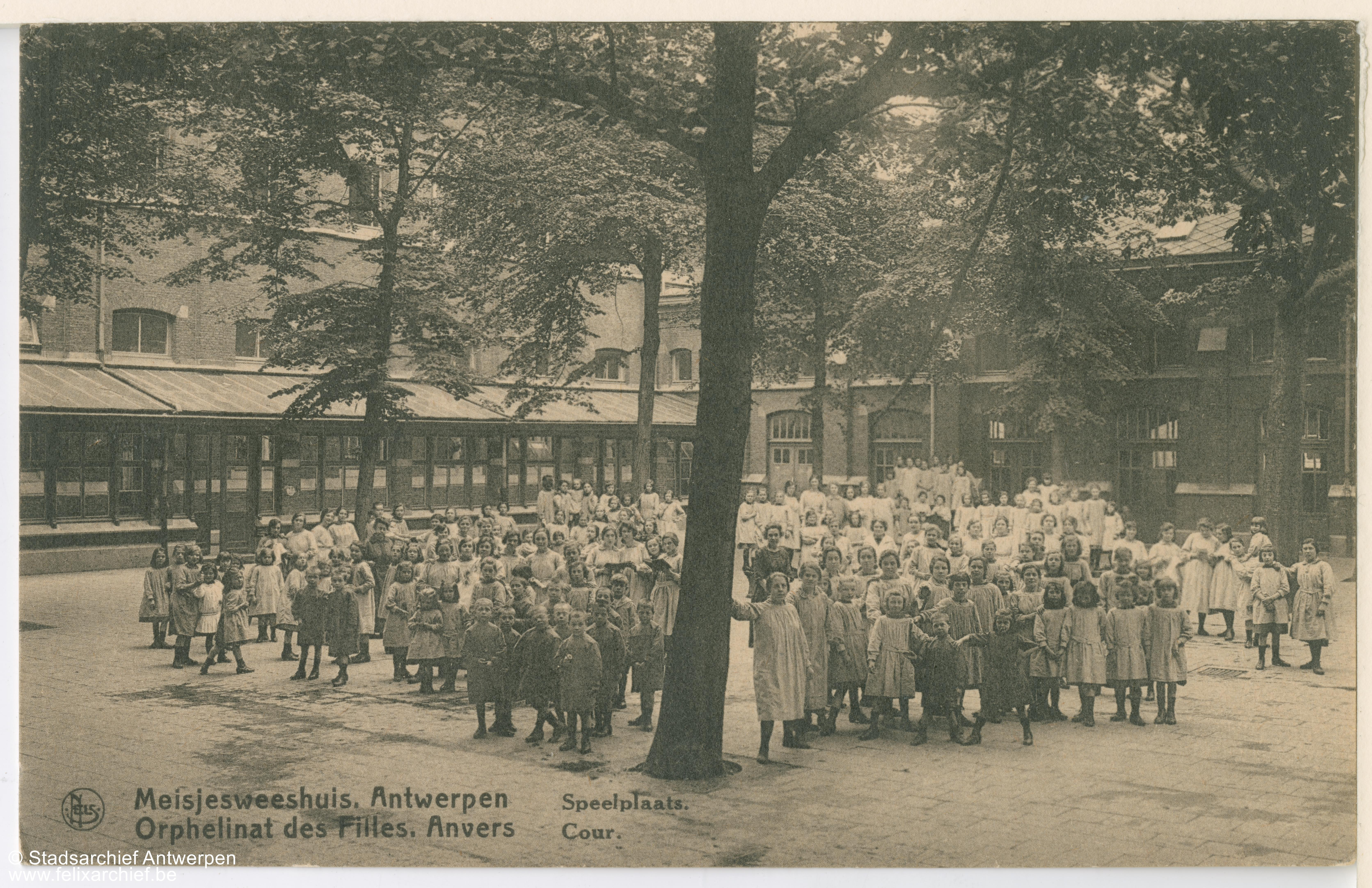
Weeskinderen op de speelplaats 1908
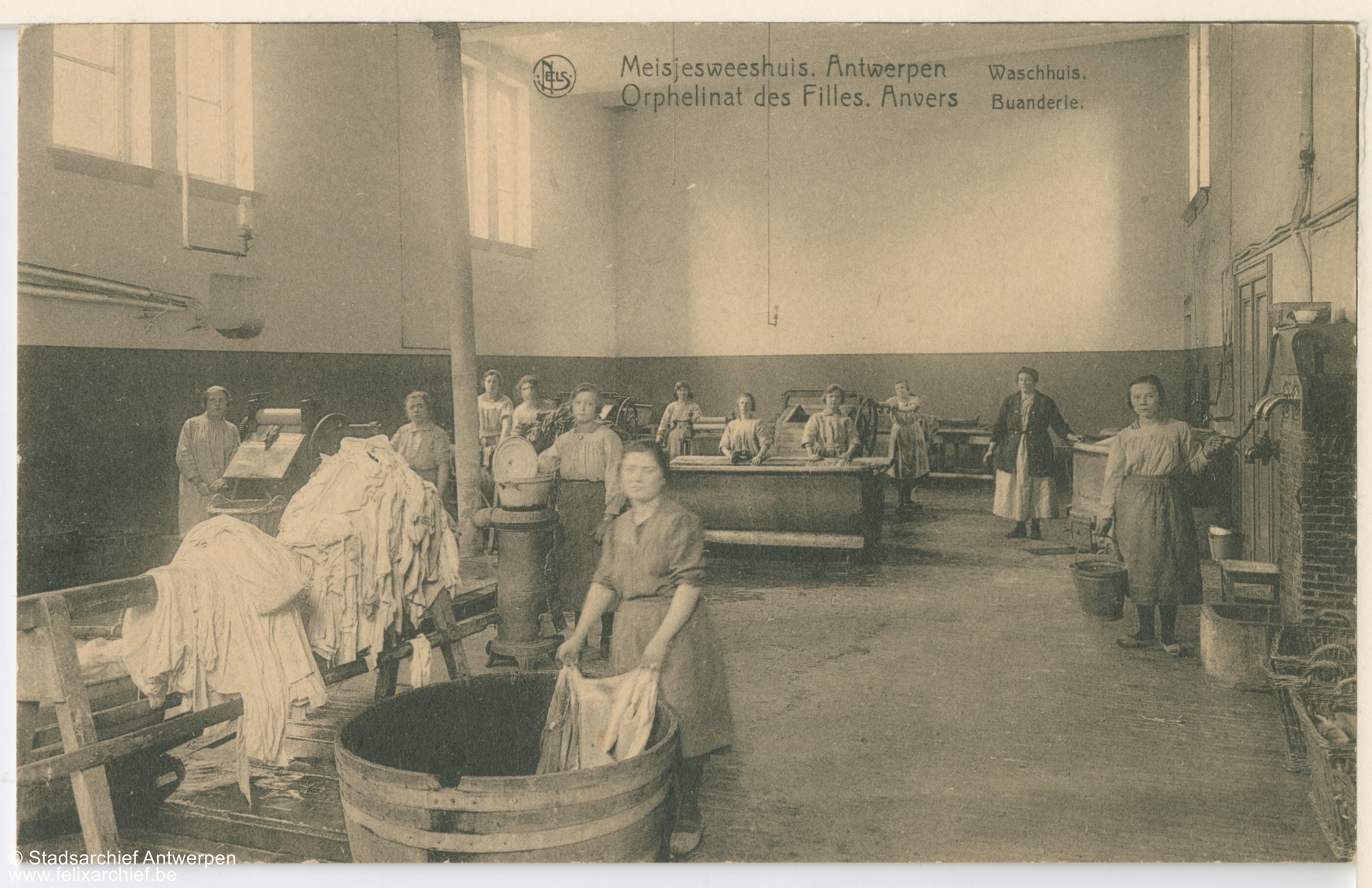
Washuis 1908
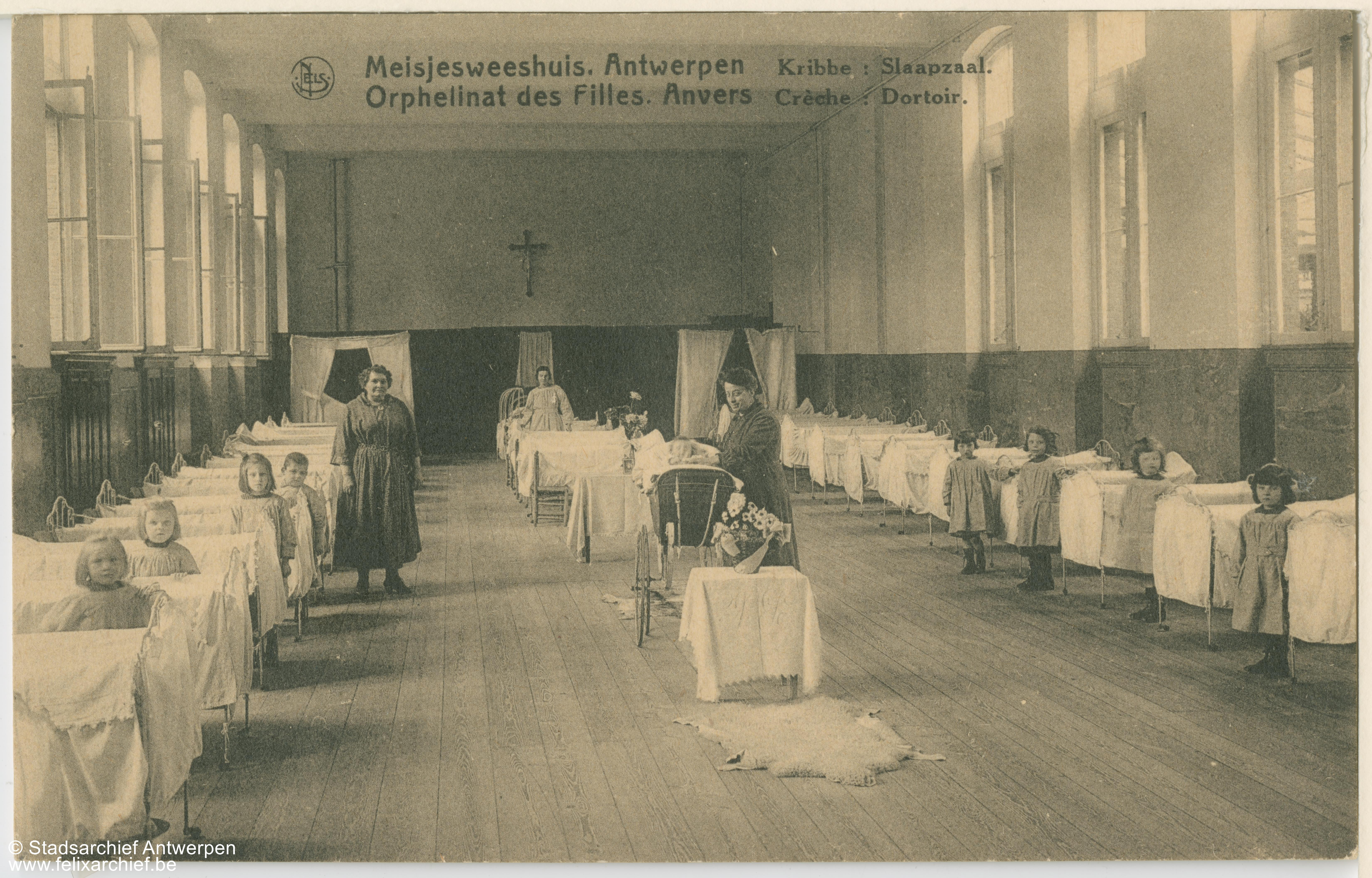
Slaapzaal kribbe 1908
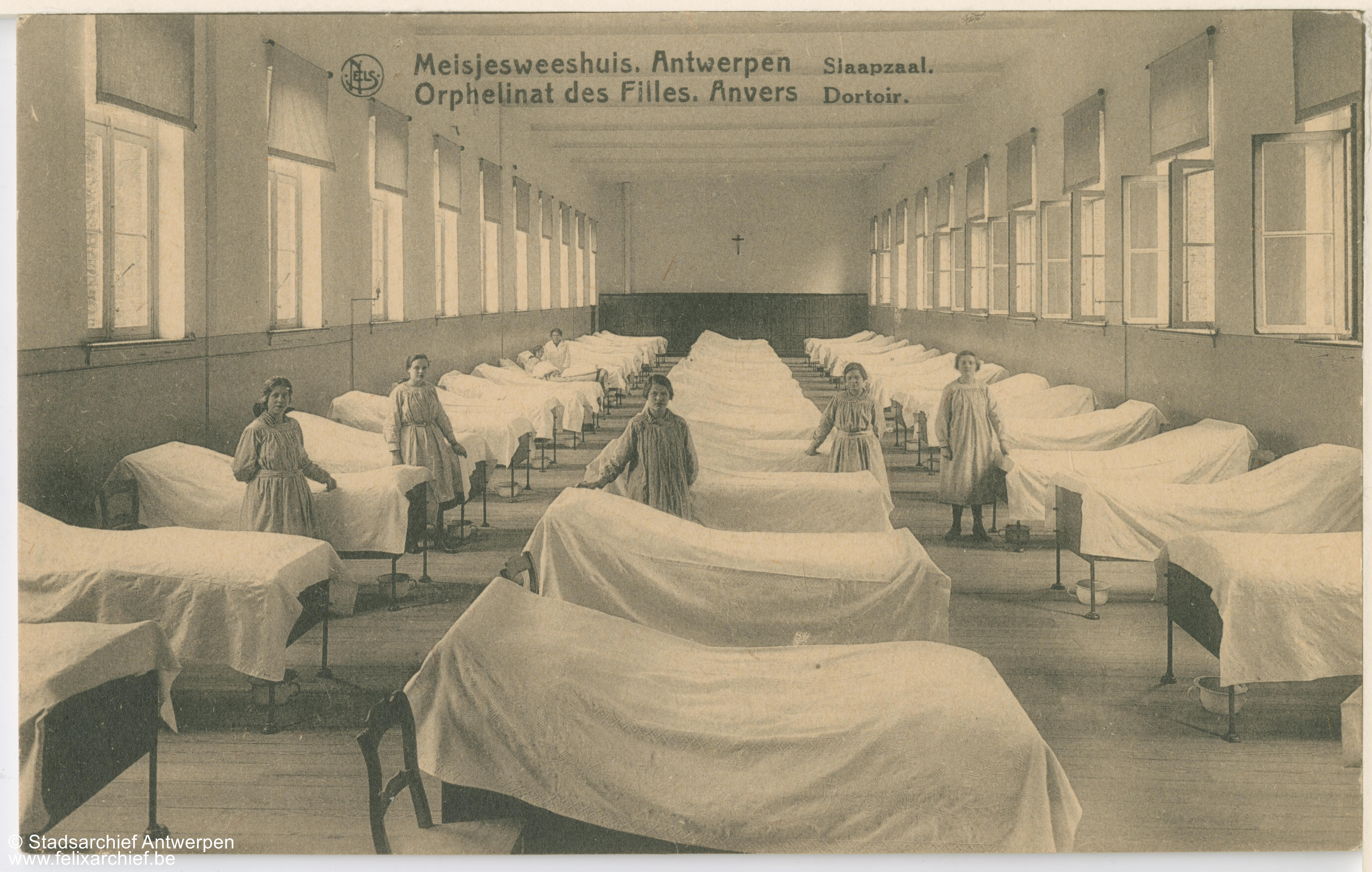
Slaapzaal 1908
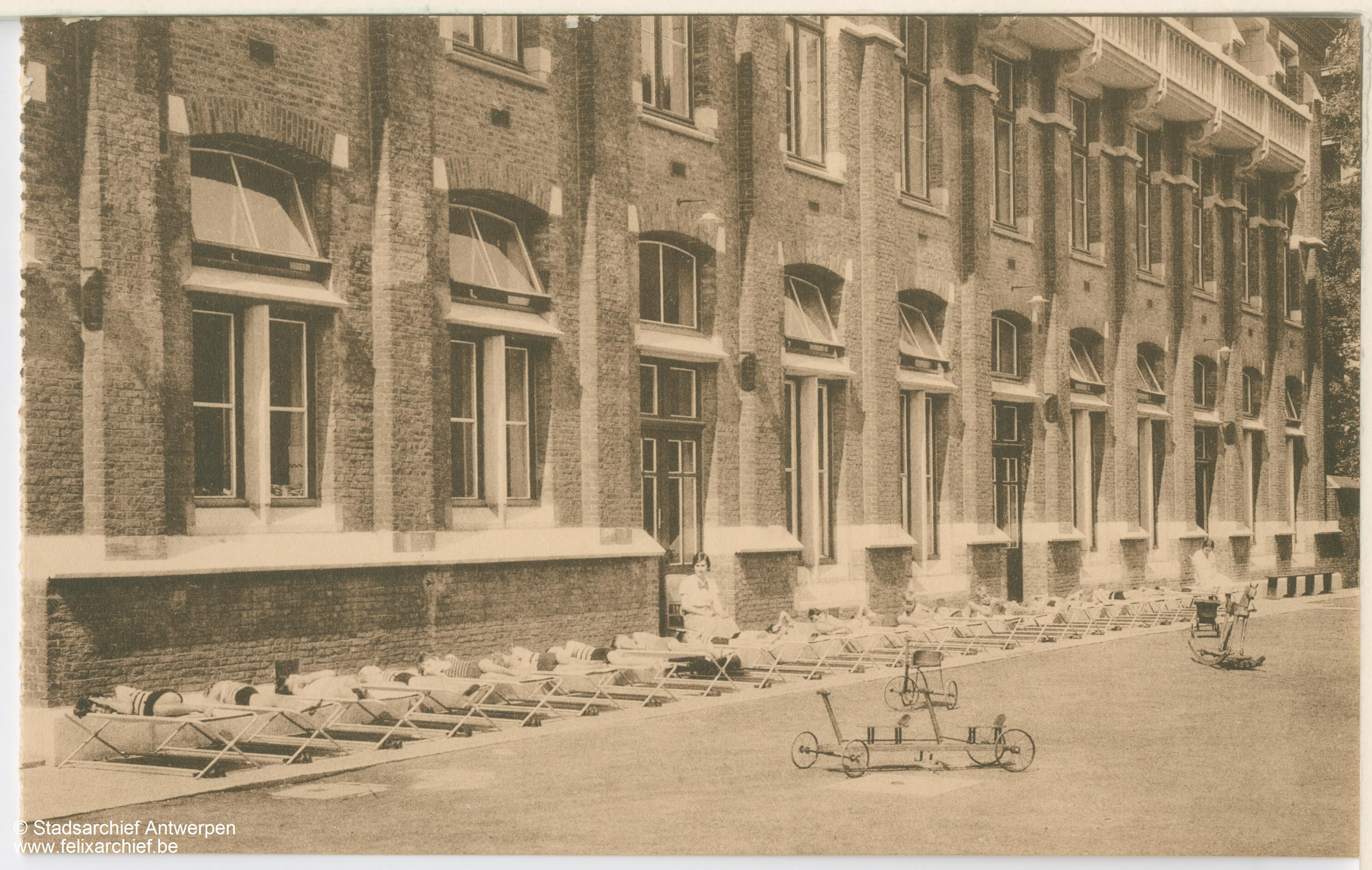
Middagdutje speelplaats 1930
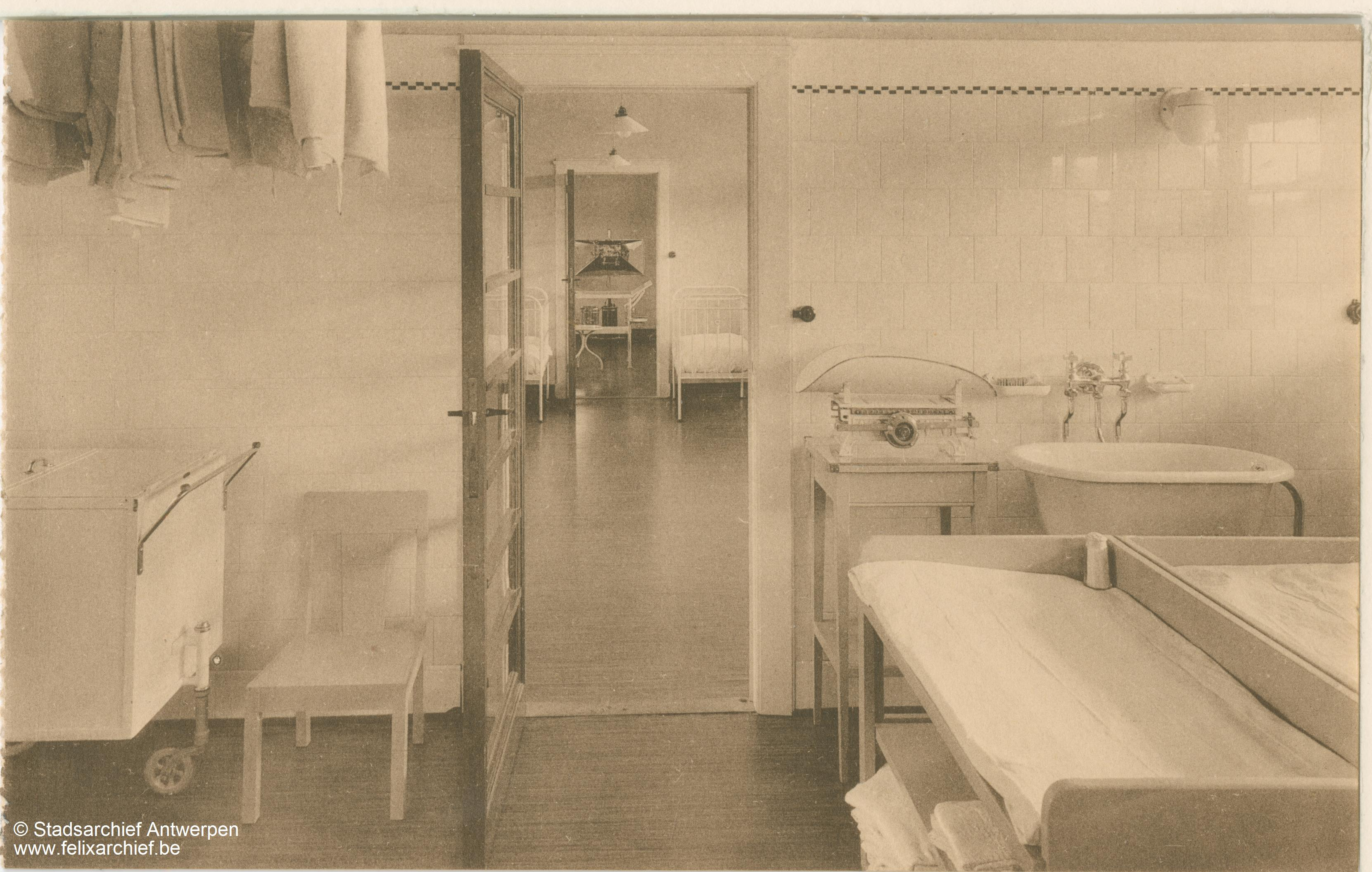
Kamer voor het wassen, meten en wegen van kinderen 1930
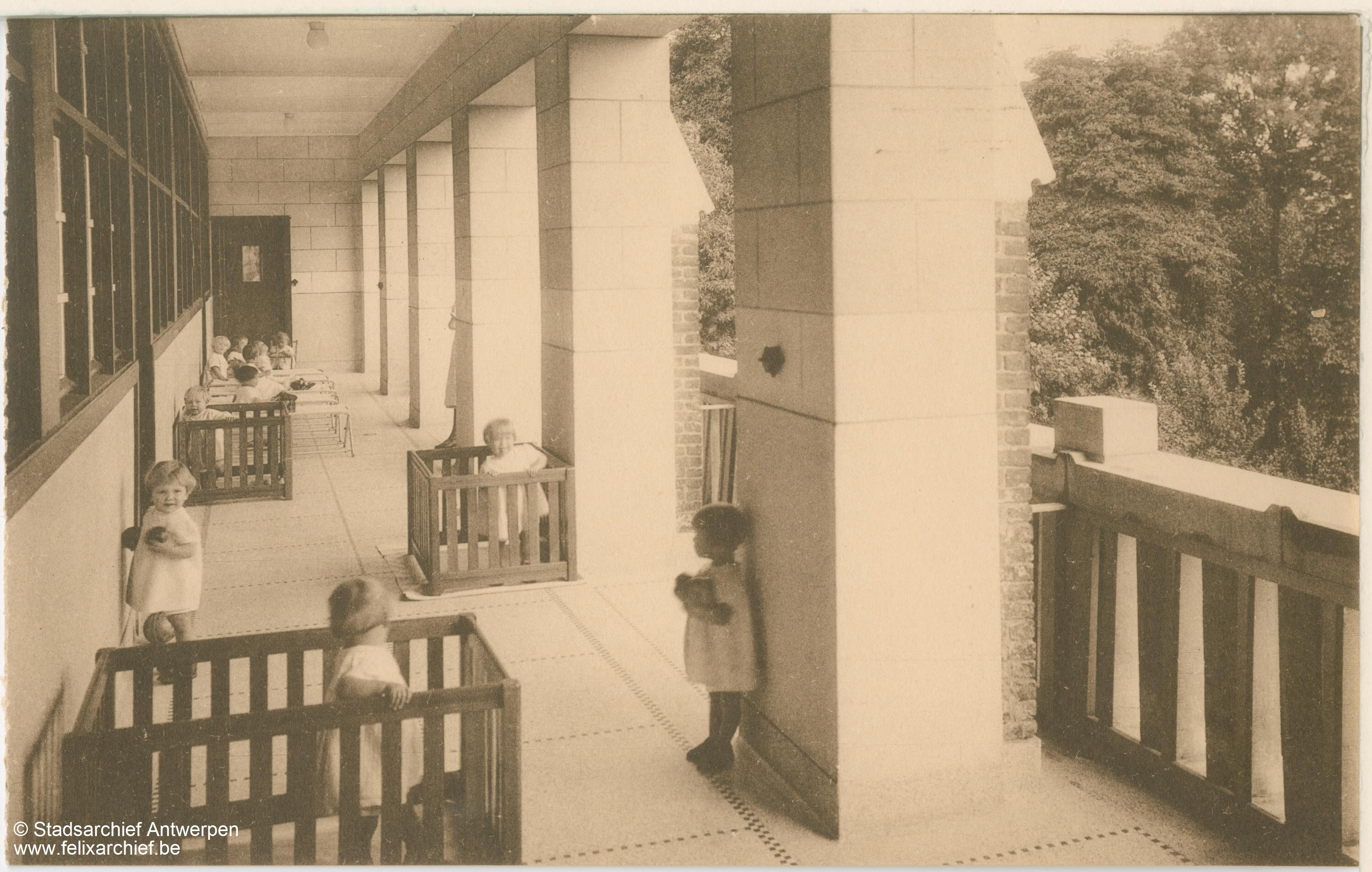
Solarium, eerste stapjes 1930
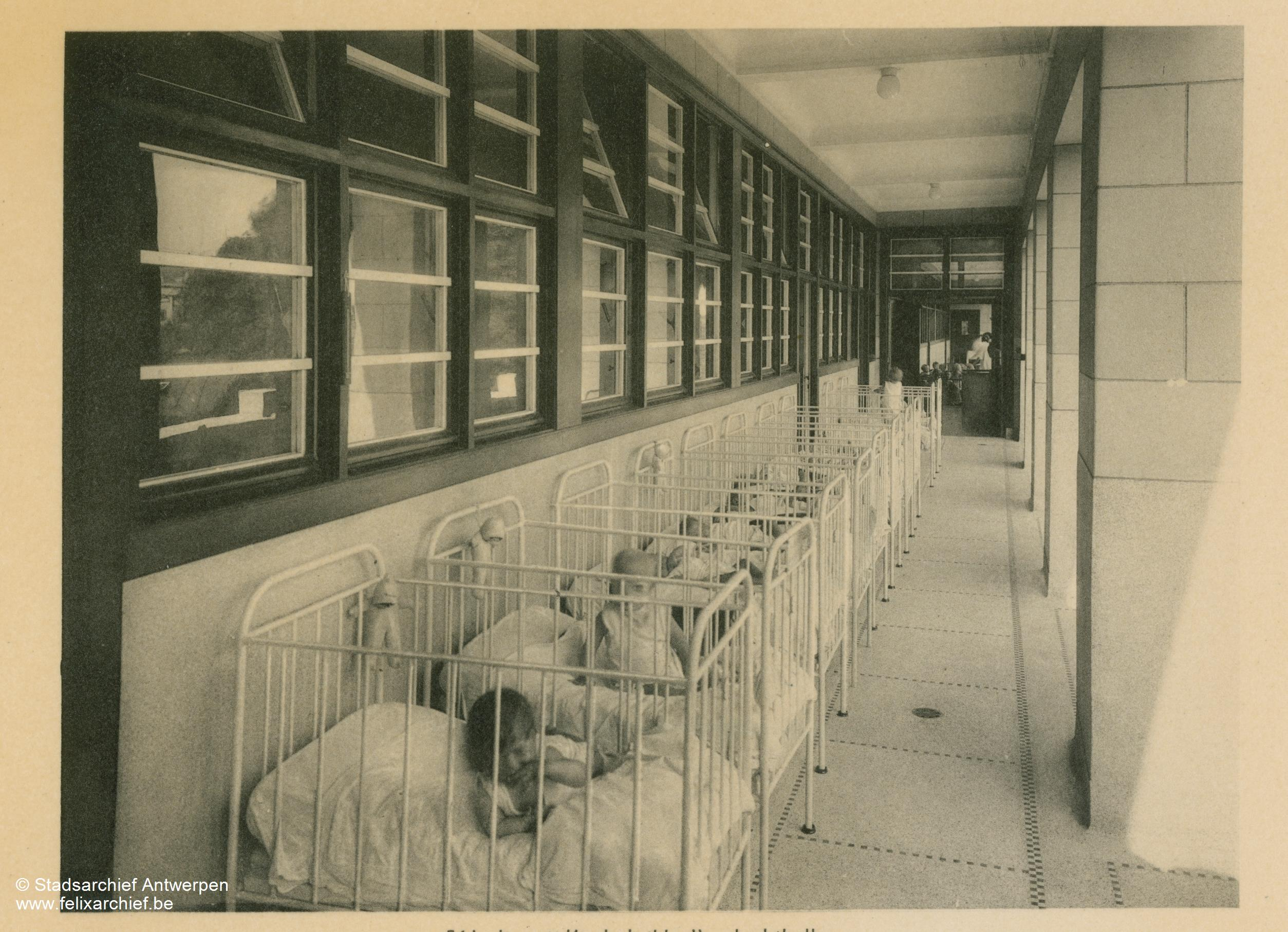
Middagdutje buiten 1934
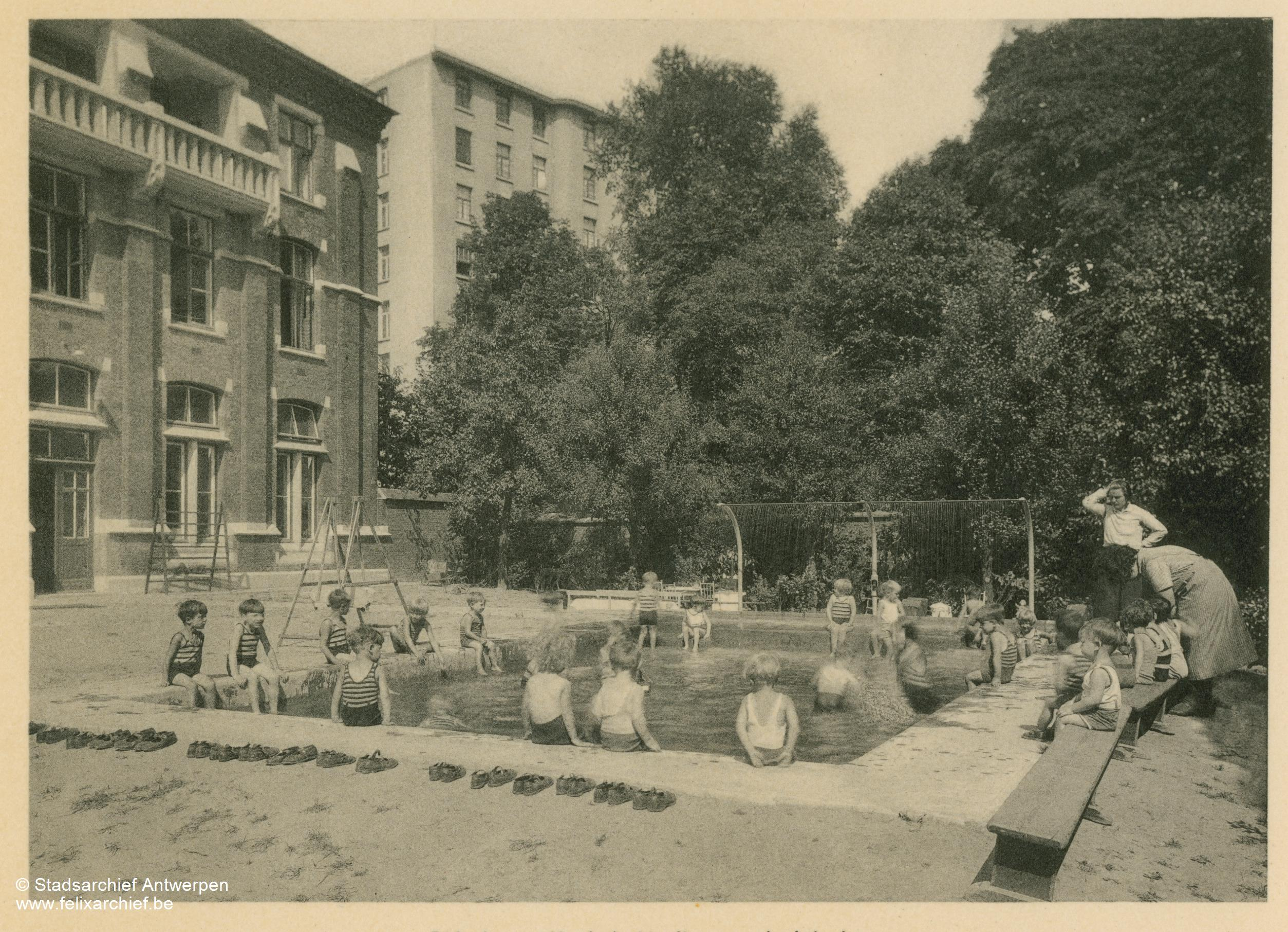
Kinderkribbe openluchtbad 1934
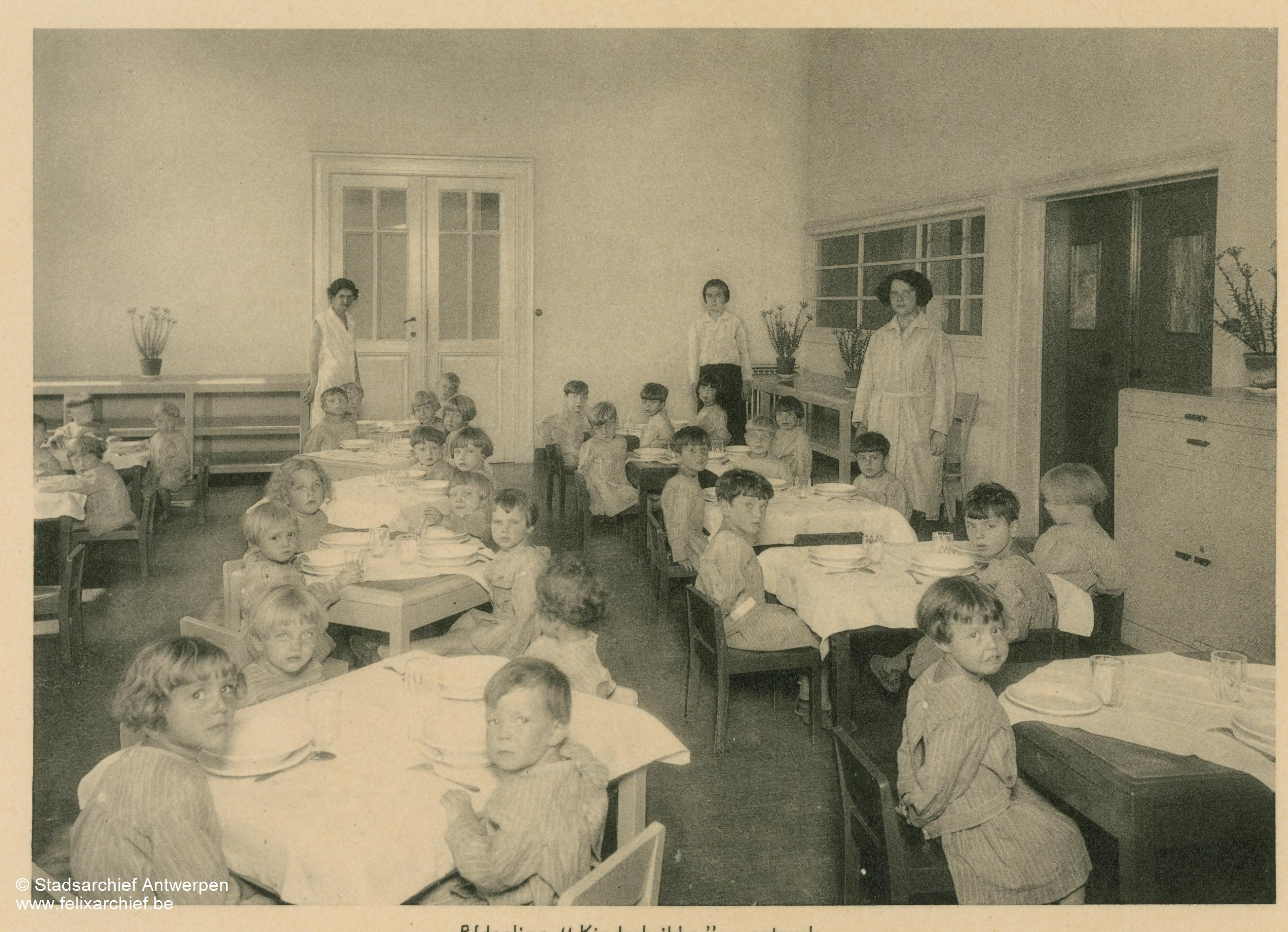
Kribbe eetzaal 1934